# Campionato europeo Superstock 600
Il Campionato europeo Superstock 600 (conosciuto fino al 2007 anche come "europeo Stocksport 600") è stato un campionato motociclistico riservato a moto derivate dalla serie, nato nel 2005, sulla falsariga della Superstock 1000 FIM Cup, e chiuso al termine della stagione 2015 dopo undici edizioni. Il calendario si affiancava alle gare europee del campionato mondiale Superbike e del mondiale Supersport e veniva riconosciuto dal punto di vista regolamentare dalla UEM (Unione Motociclistica Europea).

## Regolamento
Il campionato era riservato a moto derivate dalla serie con motori a 4 tempi con le seguenti specifiche:
| Classe         | Cilindri | Cilindrata | Cilindrata | Peso minimo                                             |
| Classe         | Cilindri | da         | a          | Peso minimo                                             |
| -------------- | -------- | ---------- | ---------- | ------------------------------------------------------- |
| Superstock 600 | 2        | 401        | 750        | Peso rilevato dalla UEM nel modello stradale meno 12 kg |
| Superstock 600 | 3        | 401        | 675        | Peso rilevato dalla UEM nel modello stradale meno 12 kg |
| Superstock 600 | 4        | 401        | 600        | Peso rilevato dalla UEM nel modello stradale meno 12 kg |

La competizione era aperta alle moto di serie di media cilindrata (da 600 a 750 cm³ a seconda del frazionamento, similarmente al campionato mondiale Supersport) per le quali erano consentite solo piccole modifiche di dettaglio, in modo da avere mezzi il più possibile simili alle moto di serie da cui derivano. Le modifiche ammesse riguardavano principalmente gli impianti di aspirazione e scarico, la semplificazione dell'impianto elettrico e la sostituzione di pastiglie dei freni e dischi della frizione. Era inoltre possibile montare carenature alleggerite (non erano ammessi carbonio e kevlar) purché si mantenesse in tutto e per tutto la forma della moto originale.

## Storia

Logo utilizzato fino al 2011

La categoria venne introdotta nel 2005 come gara di contorno ai mondiali Superbike e Supersport con l'intento di affiancare la Superstock 1000 e creare una seconda classe propedeutica alle categorie maggiori all'interno dei campionati per moto di serie. Con l'introduzione dell'europeo Superstock 600, la Superstock 1000 è stata innalzata al rango di "Coppa del Mondo".
La casa italiana Ducati è stata subito molto interessata alla categoria, schierando per alcune stagioni (unica fra le case partecipanti) un team ufficiale: il Ducati Xerox Junior.
Al termine della stagione di corse del 2015, la FIM e la Dorna, rispettivamente organizzatore e detentore dei diritti commerciali del campionato, annunciano la chiusura dello stesso, con conseguenza che parte del regolamento tecnico viene mutuato nel campionato mondiale Supersport.

## Albo d'oro
| Anno | Pilota               | Punti | Motocicletta     | Squadra                     |
| ---- | -------------------- | ----- | ---------------- | --------------------------- |
| 2005 | Claudio Corti        | 188   | Yamaha YZF-R6    | Team Trasimeno              |
| 2006 | Xavier Siméon        | 221   | Suzuki GSX-R 600 | Alstare Suzuki Corona Extra |
| 2007 | Maxime Berger        | 204   | Yamaha YZF-R6    | Team Trasimeno              |
| 2008 | Loris Baz            | 186   | Yamaha YZF-R6    | YZF Yamaha Junior           |
| 2009 | Gino Rea             | 154   | Honda CBR 600RR  | Ten Kate Honda Racing       |
| 2010 | Jérémy Guarnoni      | 187   | Yamaha YZF-R6    | MRS Racing                  |
| 2011 | Jed Metcher          | 150   | Yamaha YZF-R6    | MTM-RT Motorsports          |
| 2012 | Michael van der Mark | 219   | Honda CBR 600RR  | EAB Ten Kate Junior         |
| 2013 | Franco Morbidelli    | 154   | Kawasaki ZX-6R   | San Carlo Team Italia       |
| 2014 | Marco Faccani        | 131   | Kawasaki ZX-6R   | San Carlo Team Italia       |
| 2015 | Toprak Razgatlıoğlu  | 157   | Kawasaki ZX-6R   | Kawasaki Puccetti Racing    |

Il Campionato non assegna alcun titolo ai costruttori.

## Riepilogo
A seguito si riportano i piloti più vincenti del Campionato europeo Superstock 600 nei singoli Gran Premi e la graduatoria dei costruttori in ordine decrescente per numero di gare vinte.
| Posizione | Nome                 | Vittorie |
| --------- | -------------------- | -------- |
| 1         | Michael van der Mark | 10       |
| 2         | Maxime Berger        | 6        |
| -         | Toprak Razgatlıoğlu  | 6        |
| 4         | Claudio Corti        | 5        |
| -         | Jérémy Guarnoni      | 5        |
| -         | Marco Faccani        | 5        |
| -         | Xavier Siméon        | 5        |
| 8         | Florian Marino       | 4        |
| -         | Riccardo Russo       | 4        |
| -         | Yoann Tiberio        | 4        |

| Posizione | Nome      | Vittorie |
| --------- | --------- | -------- |
| 1         | Yamaha    | 46       |
| 2         | Honda     | 28       |
| 3         | Kawasaki  | 22       |
| 4         | Suzuki    | 6        |
| 5         | Ducati    | 4        |
| 6         | MV Agusta | 0        |
| -         | Triumph   | 0        |